# Puente del Almirante
El puente del Almirante es un puente con doce arcos de época normanda visible en el curso actual de los Mil en Palermo, y desde 2015 es Patrimonio de la Humanidad.

## Historia
Fue completado alrededor de 1131 por voluntad de Jorge de Antioquía, almirante del rey Roger II de Sicilia, un año después del nacimiento del Reino de Sicilia, para conectar la ciudad (se convirtió en la capital) con los jardines más allá del río Oreto. Incluso hoy en la plaza, llamada Scaffa, es un símbolo del vínculo entre el centro de la ciudad y el área suburbana de Brancaccio.
El uso de los arcos agudos característicos permitió que el puente soportara cargas muy altas; también es interesante la apertura de arcos menores entre los hombros de los más grandes para aligerar la estructura y la presión del río abajo. El puente, de hecho, resistió sin problemas incluso a la terrible inundación de Palermo de febrero de 1931.
El 27 de mayo de 1860, durante la expedición de los Mil, Garibaldi en este puente y en la cercana vía de Porta Termini chocó con las tropas de los Borbones; se desplegó allí porque el puente era una entrada a la ciudad para quienes venían del mediodía. Garibaldi vino de hecho de Monte Grifone, y precisamente de la aldea de Gibilrossa. El choque en el puente del Almirante provocó la insurrección de Palermo.
Ahora, bajo los arcos del puente normando, el río ya no fluye, después de que su curso se desviara en 1938, debido a sus continuos desbordamientos. Esto también ha permitido la expansión del Corso dei Mille. Bajo el puente del Almirante, hoy hay un jardín con avenidas arboladas, ágaves y otras variedades de plantas.
El puente ha logrado un aumento de la presencia turística con la inauguración del tranvía de Palermo: de hecho, el puente con la plaza homónima se ha convertido en una de las principales paradas en la ruta de la línea 1.
Desde el 3 de julio de 2015, forma parte del Patrimonio de la Humanidad (UNESCO) en el ámbito del Itinerario del
Palermo árabe-normando y las catedrales de Cefalú y Monreale.